# Église de Sundom
L'église de Sundom (finnois : Sundomin kirkko) est une église située dans le quartier Sundom de Vaasa en Finlande,,.

## Description
L'église de Sundom accueille les services religieux et les concerts.
L'église en bois de Sundom, conçue par Oskar Berg, est construite en 1929.
L'orgue à 10 jeux est fabriqué par Hans Heinrich.
L'édifice peut accueillir 240 personnes.
Les travaux de restauration de l'intérieur de l'église se sont achevés en 2004 et les façades en 2011.